# Jörg Dresel
Jörg Dresel (* 25. Dezember 1968 in Hagen) ist ein ehemaliger deutscher Wasserballspieler. Er war 1989 Europameister und 1995 Europameisterschaftsdritter.

## Sportliche Karriere
Der 1,95 Meter große Jörg Dresel spielte wie sein Bruder Torsten beim Hohenlimburger SV. Nach dem freiwilligen Abstieg der Hohenlimburger in die Zweite Liga wechselten die Brüder zum SC Rote Erde Hamm. Jörg Dresel wurde 1986 Junioren-Europameister. 1988 debütierte er in der deutschen Nationalmannschaft. Dort bestritt er bis 1996 insgesamt 266 Länderspiele.
Bei der Europameisterschaft 1989 in Bonn traf die deutsche Mannschaft nach einem Halbfinalsieg über die Mannschaft aus der Sowjetunion im Finale auf die Jugoslawen. Das Endspiel wurde erst in der Verlängerung entschieden, als Rainer Osselmann das Golden Goal für die Deutschen warf. Im Januar 1991 belegte Dresel mit der deutschen Mannschaft den fünften Platz bei der Weltmeisterschaft in Perth. Ein halbes Jahr später bei der Europameisterschaft 1991 in Athen kam die deutsche Mannschaft auf den siebten Platz. Bei den Olympischen Spielen 1992 in Barcelona belegte die deutsche Mannschaft in der Vorrunde den vierten Platz in ihrer Gruppe und erreichte in den Platzierungsspielen den siebten Platz. Dresel warf in der Vorrunde fünf Tore.
1993 bei der Europameisterschaft in Sheffield wurde die deutsche Mannschaft Neunte. Dresel war mit 14 Turniertoren zweitbester Werfer seiner Mannschaft hinter René Reimann. Auch im Jahr darauf bei der Weltmeisterschaft in Rom belegte die deutsche Mannschaft den neunten Platz. Dresel war mit 14 Toren gemeinsam mit Uwe Sterzik bester Torschütze seiner Mannschaft. 1995 war Wien Austragungsort der Europameisterschaft. In ihrer Vorrundengruppe belegten die Deutschen den zweiten Platz hinter den Italienern. Mit zwei Siegen und einer Niederlage wurden die Deutschen danach auch in der Zwischenrunde Gruppenzweite, diesmal hinter den Ungarn. Im Endspiel siegten die Italiener vor den Ungarn, im Spiel um den dritten Platz bezwangen die Deutschen die kroatische Mannschaft mit 11:10. Ein Jahr später bei den Olympischen Spielen 1996 in Atlanta war Dresel in acht Spielen dabei und erzielte elf Tore. Die deutsche Mannschaft belegte den neunten Platz.
Jörg Dresel studierte Bauingenieurwesen und wurde später Marketingchef der Volksbank Hohenlimburg.